# Wahlkreis Pirmasens-Land
Der Wahlkreis Pirmasens-Land war ein Landtagswahlkreis in Rheinland-Pfalz, der bei den Landtagswahlen von 1991 bis 2016 existierte und seinerzeit die Nummer 47 bildete. 

## Wahlkreishistorie
Zur Landtagswahl von 1991 wurde das Wahlrecht in Rheinland-Pfalz reformiert. Hatte es zuvor als reines Listenwahlrecht fungiert, so wurde fortan – wie bei Bundestagswahlen und Landtagswahlen der meisten anderen Bundesländer – in ein Zweistimmenwahlrecht umgeändert, bei dem ein Teil der Abgeordneten direkt über Wahlkreise gewählt wird. 
Der Wahlkreis lag komplett im Landkreis Südwestpfalz und umfasste die Verbandsgemeinden Dahner Felsenland, Hauenstein, Pirmasens-Land und Waldfischbach-Burgalben sowie die Gemeinden der ehemaligen Verbandsgemeinde Thaleischweiler-Fröschen. Letztere fusionierte 2014 mit der seinerzeit zum Wahlkreis Zweibrücken gehörenden Verbandsgemeinde Wallhalben zur Verbandsgemeinde Thaleischweiler-Wallhalben, dennoch blieb die Wahlkreiseinteilung in diesem Bereich zunächst unverändert, wodurch die Grenze beider Wahlkreise zur Wahl von 2016 mitten durch eine Verbandsgemeinde verlief. Letzteres kam bis 2011 innerhalb von Rheinland-Pfalz nicht vor.
Wegen des Bevölkerungsrückgangs in der Region wurde er 2021 aufgelöst und sein Gebiet auf die Wahlkreise Pirmasens sowie Zweibrücken aufgeteilt.
Erster Wahlkreissieger war Willi Schmidt von der SPD im Jahr 1991. 1996 sowie 2001 errang Erhard Lelle von der CDU das Direktmandat und 2006 sowie 2011 Alexander Fuhr von der SPD. Bei der letztmaligen Wahl 2016 wurde der Wahlkreis von der CDU-Politikerin Susanne Ganster gewonnen.

## Wahl 2016
Die Ergebnisse der Wahl zum 17. Landtag Rheinland-Pfalz vom 13. März 2016:
| Direktkandidaten                  | Partei       | Wahlkreisstimmen | Landesstimmen |
| --------------------------------- | ------------ | ---------------- | ------------- |
| Alexander Fuhr                    | SPD          | 35,0 %           | 33,8 %        |
| Susanne Ganster                   | CDU          | 39,5 %           | 35,8 %        |
| –                                 | GRÜNE        | –                | 3,1 %         |
| Sebastian Schäfer                 | FDP          | 4,7 %            | 5,5 %         |
| Brigitte Freihold                 | DIE LINKE    | 3,0 %            | 2,3 %         |
| Peter Sammel                      | Freie Wähler | 5,2 %            | 2,8 %         |
| Werner Kettering                  | AfD          | 12,7 %           | 13,7 %        |
| –                                 | Sonstige     | –                | 3,0 %         |
| Wahlberechtigte: 48.469 Einwohner |              |                  |               |
| Wahlbeteiligung: 75,0 %           |              |                  |               |

## Wahl 2011
Die Ergebnisse der Wahl zum 16. Landtag Rheinland-Pfalz vom 27. März 2011:
| Direktkandidaten                  | Partei    | Wahlkreisstimmen | Landesstimmen |
| --------------------------------- | --------- | ---------------- | ------------- |
| Alexander Fuhr                    | SPD       | 42,3 %           | 40,1 %        |
| Susanne Ganster                   | CDU       | 39,2 %           | 36,6 %        |
| Ulrich Hengen                     | FDP       | 3,2 %            | 3,7 %         |
| Jürgen Bachert                    | GRÜNE     | 9,1 %            | 10,0 %        |
| Beate Wagner                      | DIE LINKE | 3,8 %            | 3,1 %         |
| Sascha Wagner                     | NPD       | 2,4 %            | 1,6 %         |
| –                                 | Sonstige  | –                | 3,0 %         |
| Wahlberechtigte: 49.358 Einwohner |           |                  |               |
| Wahlbeteiligung: 66,6 %           |           |                  |               |

- Direkt gewählt wurde Alexander Fuhr (SPD).[4]
- Susanne Ganster (CDU) wurde über die Landesliste (Listenplatz 37) gewählt.[6]

## Wahl 2006
Die Ergebnisse der Wahl zum 15. Landtag Rheinland-Pfalz vom 26. März 2006:
| Direktkandidaten                  | Partei   | Wahlkreisstimmen | Landesstimmen |
| --------------------------------- | -------- | ---------------- | ------------- |
| Alexander Fuhr                    | SPD      | 42,4 %           | 44,9 %        |
| Erhard Lelle                      | CDU      | 37,6 %           | 32,5 %        |
| Roland Gappa                      | FDP      | 6,6 %            | 6,7 %         |
| Bernd Schumacher                  | GRÜNE    | 4,0 %            | 3,1 %         |
| Hans-Walter Hill                  | FWG      | 5,2 %            | 2,6 %         |
| Gustav Petry                      | WASG     | 4,1 %            | 3,8 %         |
| –                                 | Sonstige | –                | 6,5 %         |
| Wahlberechtigte: 50.238 Einwohner |          |                  |               |
| Wahlbeteiligung: 63,3 %           |          |                  |               |

- Direkt gewählt wurde Alexander Fuhr (SPD).[7]
- Erhard Lelle (CDU) wurde über die Landesliste (Listenplatz 4) in den Landtag gewählt.[9]